# Волошина Ада Петрівна
А́да Петрі́вна Воло́шина (з 1974 року у титрах —  А. Ракова, з 1988 — знову А. Волошина; *26 жовтня 1941 — †10 червня 2017) — радянська і українська кіноакторка.

## Біографія
Народилася 26 жовтня 1941 року у селі Богданівка Кіровоградської області Української РСР.
У 1965 році закінчила Київський інститут театрального мистецтва імені Івана Карпенка-Карого.
Перша роль у кіно — у 1964 році у фільмі Кіностудії імені Олександра Довженка «Лушка».
Знімалася переважно у невеликих і епізодичних ролях.
Померла 10 червня 2017 року. Похована на Байковому кладовищі у Києві.

## Фільмографія
- 1964 — «Лушка» (епізод)
- 1965 — «Гадюка» (машиністка)
- 1965 — «Дні льотні» (Леся, наречена Олексія)
- 1965 — «Хочу вірити» (гостя Галі Наливайко, немає в титрах)
- 1966 — «Зайвий хліб» (епізод)
- 1966 — «Наодинці з ніччю» (епізод)
- 1967 — «Великі клопоти через маленького хлопчика» (асистентка режиссера)
- 1967 — «Десятий крок» (епізод)
- 1967 — «Непосиди» (буфетниця, немає в титрах)
- 1967 — «Циган» (секретар Черенкова)
- 1969 — «Варчина земля » (робітниця в полі, немає в титрах)
- 1972 — «Віра, Надія, Любов» (працівниця фабрики, немає в титрах)
- 1973 — «Будні карного розшуку» (секретарка селекторної наради, немає в титрах)
- 1973 — «Не мине і року...» (будівельниця)
- 1974 — «Стара фортеця» (телесеріал; Комісар Сергушин, 1-3 серії)
- 1974 — «Марина» (епізод, в титрах — А. Ракова)
- 1974 — «Народжена революцією» (телесеріал; пасажирка у 3-й серії, у титрах — А. Ракова)
- 1974 — «Важкі поверхи» (епізод, у титрах — А. Ракова)
- 1974 — «Юркові світанки» (комсомолка, немає в титрах)
- 1975 — «Ви Петьку не бачили?» (колгоспниця, у титрах — А. Ракова)
- 1975 — «Прості турботи» (епізод, в титрах — А. Ракова)
- 1975 — «Ральфе, здрастуй!» (кіноальманах; нянечка, у титрах — А. Ракова)
- 1975 — «Такі симпатичні вовки» (вчителька, у титрах — А. Ракова)
- 1976 — «Час — московський» (епізод)
- 1976 — «Дні Турбіних» (Маруся на мітингу, немає в титрах)
- 1977 — «Право на кохання» (переселенка, у титрах — А. Ракова)
- 1977 — «Рідні» (секретарка, в титрах — А. Ракова)
- 1977 — «Талант» (Лариса, в титрах — А. Ракова)
- 1978 — «Алтунін приймає рішення» (телесеріал; робоча, 1-3 серії, у титрах — А. Ракова)
- 1978 — «За все у відповіді» (медсестра, немає в титрах)
- 1978 — «Передвіщає перемогу» (селянка, немає в титрах)
- 1979 — «Сімейне коло» (товаришка по службі Сомової, немає в титрах)
- 1979 — «Прихована робота» (епізод)
- 1987 — «До розслідування приступити» (4-х-серійний) (епізод у 2-й серії, немає в титрах)
- 1988 — «Автопортрет невідомого» (епізод, в титрах — А. Волошина)
- 1988 — «Брате, знайди брата!» (епізод, в титрах — А. Волошина)
- 1988 — «Земляки» (епізод)
- 1989 — «Назар Стодоля» (епізод, в титрах — А. Волошина)
- 1989 — «Савраска» (епізод, в титрах — А. Волошина)
- 1990 — «Війна на західному напрямку» (епізод, в титрах — А. Волошина)
- 1990 — «Мої люди» (Зінаїда Марківна, в титрах — А. Волошина)
- 1992 — «Господи, прости нас, грішних» (епізод, в титрах — А. Волошина)
- 2008 — «Геній порожнього місця» (в титрах — А. Волошина)